# Хушбу
Накхат Кхан, відома як Хушбу (*ख़ुशबू, з гінді «аромат», *19 вересня 1970) — індійська акторка, телеведуча, продюсерка, політична діячка і благодійниця. Її фільмографія нараховує більше 20 фільмів, знятих насамперед в південноіндійських кіностудіях. Свого часу Хушбу називали акторкою № 1 Коллівуду, Моллівуду і Толлівуду.

## Життєпис
Походить з родини Кхан. Її батько був мусульманином з Махараштри, а мати тамілка. Народилася у місті Мумбаї (штат Махараштра). Навчалася у місцевій школі, проте не закінчила 9 класів. Володіє мовами гінді, тамілі та малаялам.
У 1988 році в місті Ченнаї Хушбу одружилася з кіновиробником Сундара Сі, з яким познайомилася на зйомках фільму «Murai Mamman», де він був режисером. Церемонія пройшла в ведичному стилі. В шлюбі народила 2 доньок (Авантіку та Авандіту).
У 2004 році стала фігуранткою скандалу: Хушбу звинуватили в позашлюбному зв'язку з її партнером по ТВ-серіалу «Kalki», Абхішеком Шанкаром. З чуток, акторка зажадала, щоб режисер К. Натрадж збільшив кількість і тривалість їх спільних сцен, а отримавши відмову, домоглася, щоб режисера звільнили. Недоброзичливці стверджували, що цю чутку створили самі продюсери серіалу, щоб «підігріти» інтерес до нього, а Хушбу відмовилася від коментарів.
Любить подорожувати, об'їздила Європу та Азію, та кулінарію.

## Кіно
Кар'єру акторки почалася в 1976 році, знявшись у каннадамовній стрічці «Раджа Нанна Раджа» («Королю, мій королю»). У 1980 році вперше з'явилася в Боллівуді, в трілері «Палаючий поїзд». Втім більш впізнаваною стала завдяки фільму «Thodisi Bewafaii» («Невеличка невірність»). Музика з фільму була надзвичайно популярна, як і сам фільм, в якому зіграли Раджеш Кханна, Шабана Азмі, Падміні Колхапур. Протягом 1981—982 років Кушбу знялася у 5 фільмах: «Насіб» (1981 рік, «Доля»), «Лааваріс» (1981 рік, «Сирота»), «Калія» (1981 рік), «Дард Ка Рішта» (1982 рік), «Бемісаль» (1982 рік, «Непаралельні»), проте не досягла значного успіху.
До приходу першого успіху Хушбу встигла попрацювати стюардесою в авіакомпанії Cathay Pacific. До середини 1980-х вона грала в Боллівуді. У 1976 році, будучи вже доволі нещасливою акторкою, вона випадково потрапила в Толлівуд, де знялася у фільмі мовою телугу «Kaliyuga Pandavindu» («Юги Пандавів») з сином режисера Д. Рама Наду, Венкатеш. Фільм, що став її першою роботою на півдні, був головним південноіндійськом хітом мовою телугу 1986 року, а Кушбу з Венкатеш стали справжніми зірками.
Її дебютом на мові тамілі став «Dharmathin Thalaivan» («Очільник юстиції») у 1988 році, але успіх у фільмах на цій мові прийшов після «Varusham 16» («16 років») 1989 року.
Вона грала і в фільмах на мові малаялам — «Chandrotsavam» (2005 рік,) з Моханлалом, «Kaiyoppu» (2007 рік, «Підпис») з Маммутті і багатьох інших. Фільм «Bhadram Koduko» (1992 рік, «Збережи дитину»), де втілила безпритульну дитину, отримав національну нагороду.
Предметом гордості сама Хушбу вважає фільм «Chinna Thambi» (1991 рік, «Символ брата»). На честь неї після виходу, де вона зіграла з Прабху Діва, було споруджено храм в місті Трічі (штат Таміл Наду), де акторуа була увічнена в статуї богині з її обличчям (храм нині знесено).
При цьому майже всі її героїні на півдні говорили не її голосом. Причиною дубляжу вона пояснювала бажання режисера.

### Телебачення
З початку 2000-х стала виступати на індійському телебаченні як ведуча. В подальшому продовжила цю кар'єру. Тривалий час вела популярне розважальне шоу «Джекпот». З 2016 році веде передачу «Ніджангал» на «Сан-TV». З 2004 року знамається у телесеріалах, найвідомішими з яких є «Калкі» (2004—2006 роки), «Паартха Гнабагам Іл'яо» (2012—2014 роки). У 2017 році почала зниматися у «Нандґіні».

## Благодійність
Одна з відомих благодійників серед індійських акторів. Так, жертвам азійського цунамі в Індійському океану були адресовані концерти «Swayambo», що відбулися в Коломбо (столиці Шрі-Ланки), де вона взяла участь. Тут вона не лише танцювала, але і організувала продаж 300 своїх чолі (кофтинок) з популярного серіалу «Kalki» і програми «Jackpot», на благодійному аукціоні.

## Політика
У 2010—2014 роках входила партії Дравіда Муннетра Каракам (Федерації дравідського прогресу).
У 2014 році після зустрічі з Сонею Ганді стала членкинею Індійського національного конгресу. Натепер є його прессекретаркою.

## Нагороди
- Taminadu State Award (1991 рік) за фільм «Chinna Thambi»
- Cinema Express Award (1992 рік) за фільм «Chinna Thambi»
- Taminadu State Award (1995 рік) за фільм «Kolangal»
- Cinema Express Award (1996 рік) за фільм «Irattai Roja»
- Taminadu State Award (1997 рік) за фільм "Pathini